# 28825 Bryangoehring
28825 Bryangoehring este un asteroid din centura principală de asteroizi.

## Descriere
28825 Bryangoehring este un asteroid din centura principală de asteroizi. A fost descoperit pe 7 mai 2000 la Socorro, New Mexico, în cadrul proiectului LINEAR. Asteroidul prezintă o orbită caracterizată de o semiaxă mare de 2,68 ua, o excentricitate de 0,13 și o înclinație de 6,7° în raport cu ecliptica.